# Oxelytrum anticola
Oxelytrum anticola es una especie de escarabajo carroñero del género Oxelytrum, categorizada en la tribu Silphini, de la subfamilia Silphinae. Fue descrita por Guérin-Méneville en 1855.

## Distribución
Se distribuye por América del Sur: Bolivia, Chile, Colombia, Ecuador y Perú.